# Funkturm Freiburg

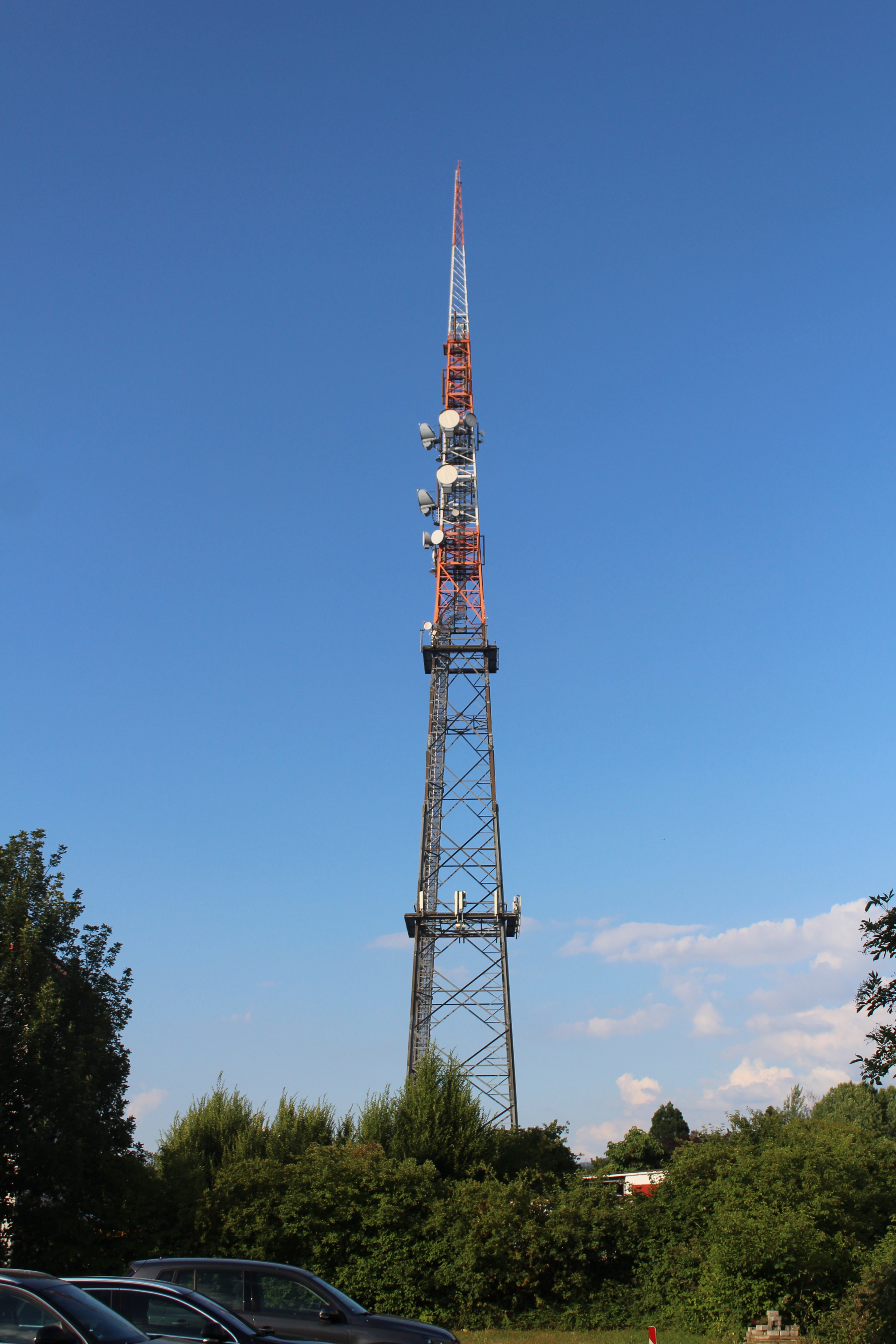
Funkturm Freiburg

Der Funkturm Freiburg ist ein 107 Meter hoher Stahlfachwerkturm mit quadratischem Querschnitt im Freiburger Stadtteil Brühl. Der Freiburger Funkturm ist das zweithöchste Bauwerk in Freiburg im Breisgau und dient als Richtfunksammler und Mobilfunkstandort. Rundfunkprogramme werden von diesem Turm nicht ausgestrahlt.